# 西山駅 (新潟県)
西山駅（にしやまえき）は、新潟県柏崎市西山町和田にある、東日本旅客鉄道（JR東日本）越後線の駅である。

## 歴史
かつては西山油田の積み出し基地として栄えた。

### 年表
- 1912年（大正元年）11月11日：越後鉄道の駅として開業[1]。
- 1927年（昭和2年）10月1日：越後鉄道が国有化[2]。国有鉄道越後線所属となる。
- 1976年（昭和51年）9月10日：貨物の扱いを廃止[2]。
- 1982年（昭和57年）5月31日：CTC導入に伴い、業務委託駅となる[3][4]。
- 1984年（昭和59年）
  - 2月1日：荷物の扱いを廃止[2]。
  - 4月7日：無人化[5]。
- 1987年（昭和62年）4月1日：国鉄分割民営化により、東日本旅客鉄道（JR東日本）の駅となる[2]。
- 1992年（平成4年）：駅舎を改築[1]。

## 駅構造
相対式ホーム2面2線を有する地上駅である。かつては中線があったが、1984年（昭和59年）の越後線電化の際に架線柱を建植するため廃止された。両ホームは跨線橋で連絡している。一線スルー化されており、列車の行き違いがない場合は両方向の列車とも、駅舎（北側）に面する1番線から発着する。
長岡駅管理の無人駅となっている。

### のりば
| 番線 | 路線    | 方向 | 行先           |
| ---- | ------- | ---- | -------------- |
| 1・2 | ■越後線 | 下り | 吉田・新潟方面 |
| 1・2 | ■越後線 | 上り | 柏崎方面       |

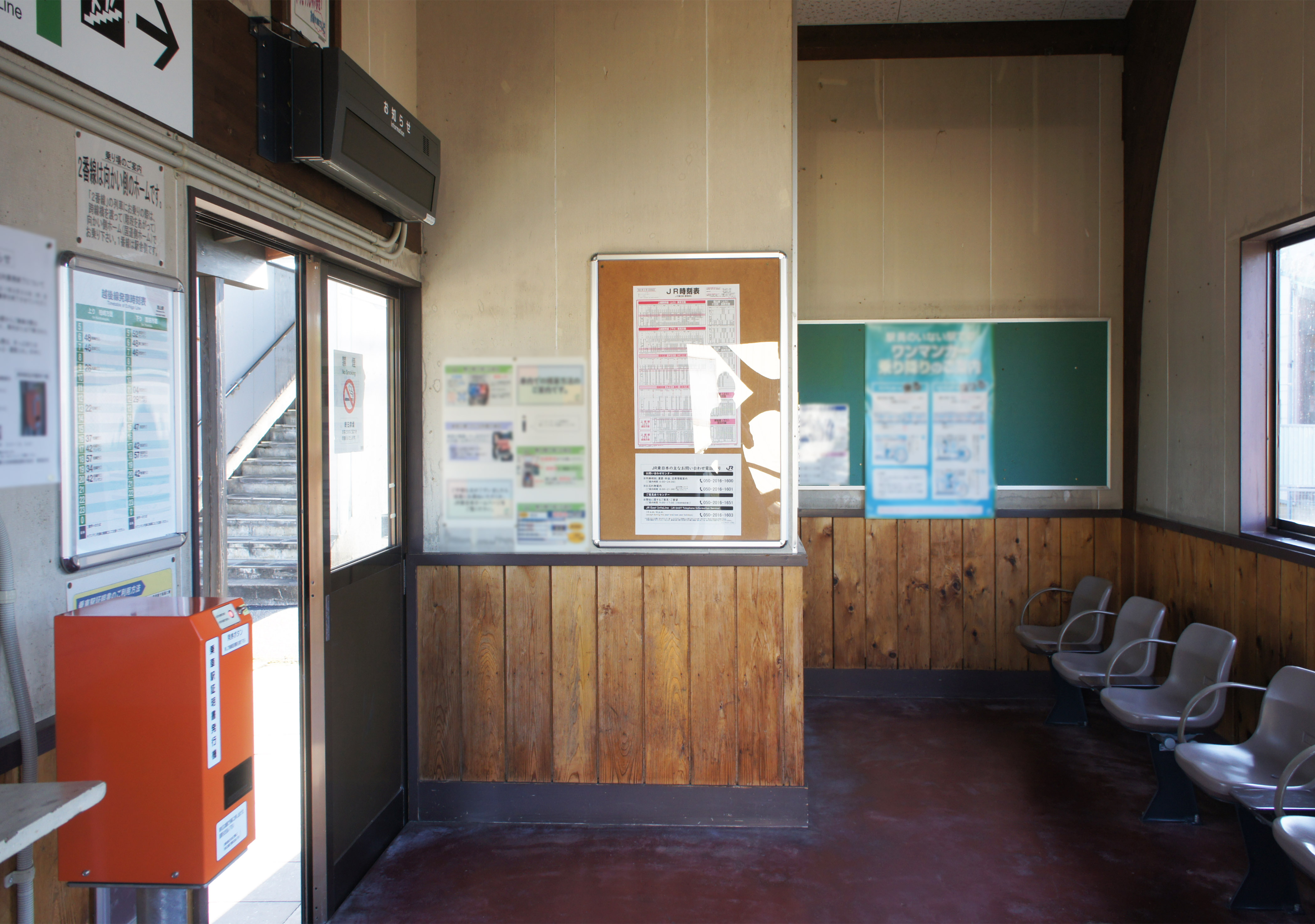
待合室（2021年9月）
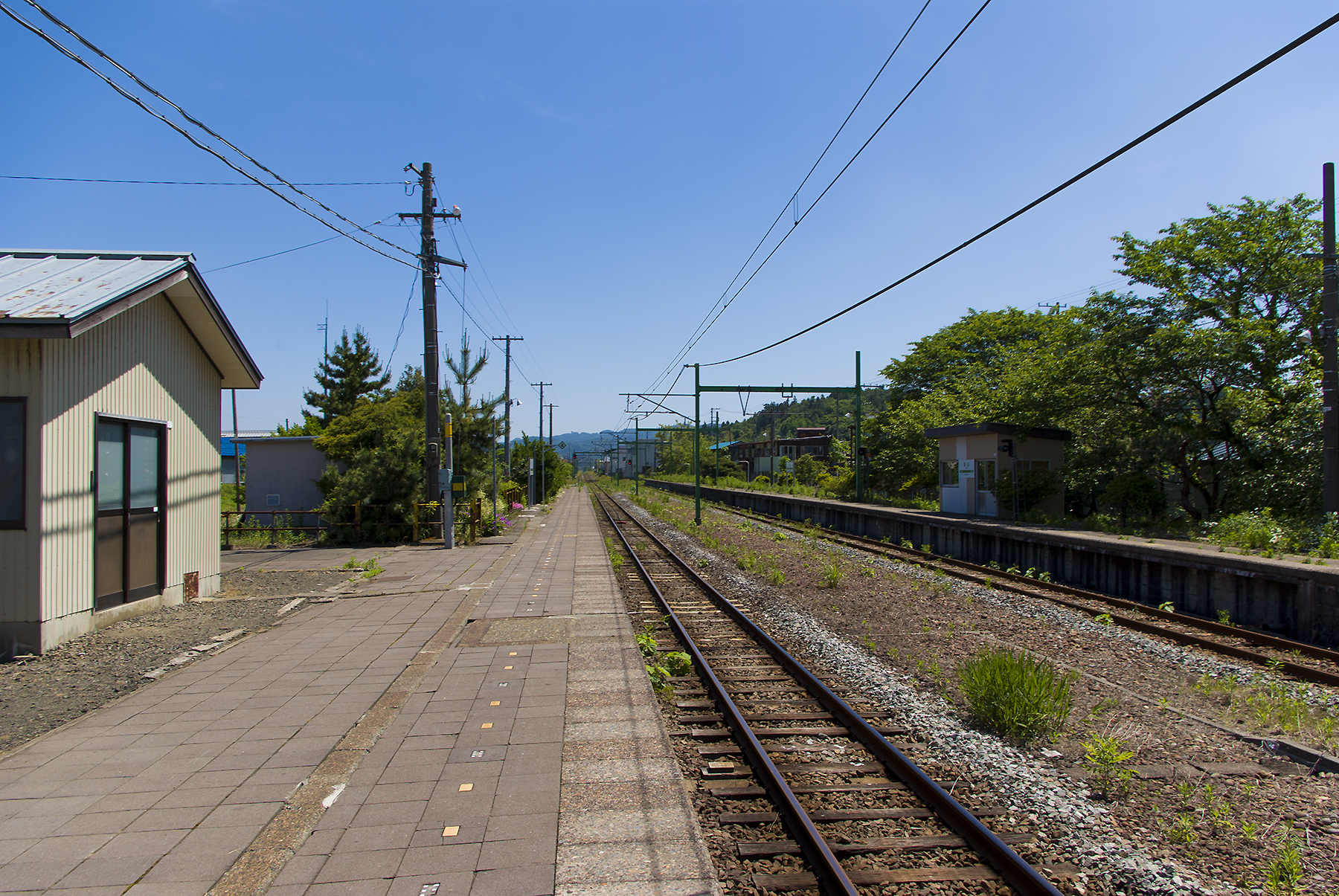
ホーム（2010年6月）

## 利用状況
「柏崎市統計年鑑」によると、2005年度（平成17年度）- 2010年度（平成22年度）の1日平均乗車人員の推移は以下のとおりであった。
| 乗車人員推移       | 乗車人員推移     | 乗車人員推移 |
| 年度               | 1日平均 乗車人員 | 出典         |
| ------------------ | ---------------- | ------------ |
| 2005年（平成17年） | 54               | [ 7 ]        |
| 2006年（平成18年） | 52               | [ 7 ]        |
| 2007年（平成19年） | 45               | [ 7 ]        |
| 2008年（平成20年） | 45               | [ 7 ]        |
| 2009年（平成21年） | 42               | [ 7 ]        |
| 2010年（平成22年） | 42               | [ 8 ]        |

## 駅周辺
旧西山町の中心部に位置する。
- 新潟県道147号西山停車場線
- 新潟県道373号向山西山停車場線
- 新潟県道23号柏崎高浜堀之内線
- 新潟県道369号黒部柏崎線
- 国道116号
- 新潟県道393号礼拝長岡線
- 西山郵便局
- 新潟大栄信用組合 西山支店
- 第四北越銀行 西山支店[注 1]
- 刈羽村勝山工業団地
- 柏崎市立二田小学校
- 柏崎警察署 西山駐在所
- ローソン 西山和田店

## バス路線
駅南側を通る国道116号沿いには、越後交通の「西山」バス停（路線バス）が設置されている。また、西山インター料金所付近には、「西山バスストップ」という県内外向け高速バス停留所が設置されている。
西山
- 長岡方面
- 柏崎駅前方面

西山バスストップ
- 堺・なんば・京都 - 柏崎・長岡線
- 柏崎 - 新潟線

## 隣の駅
東日本旅客鉄道（JR東日本）
■越後線
刈羽駅 - 西山駅 - 礼拝駅